# Bischofsbibel

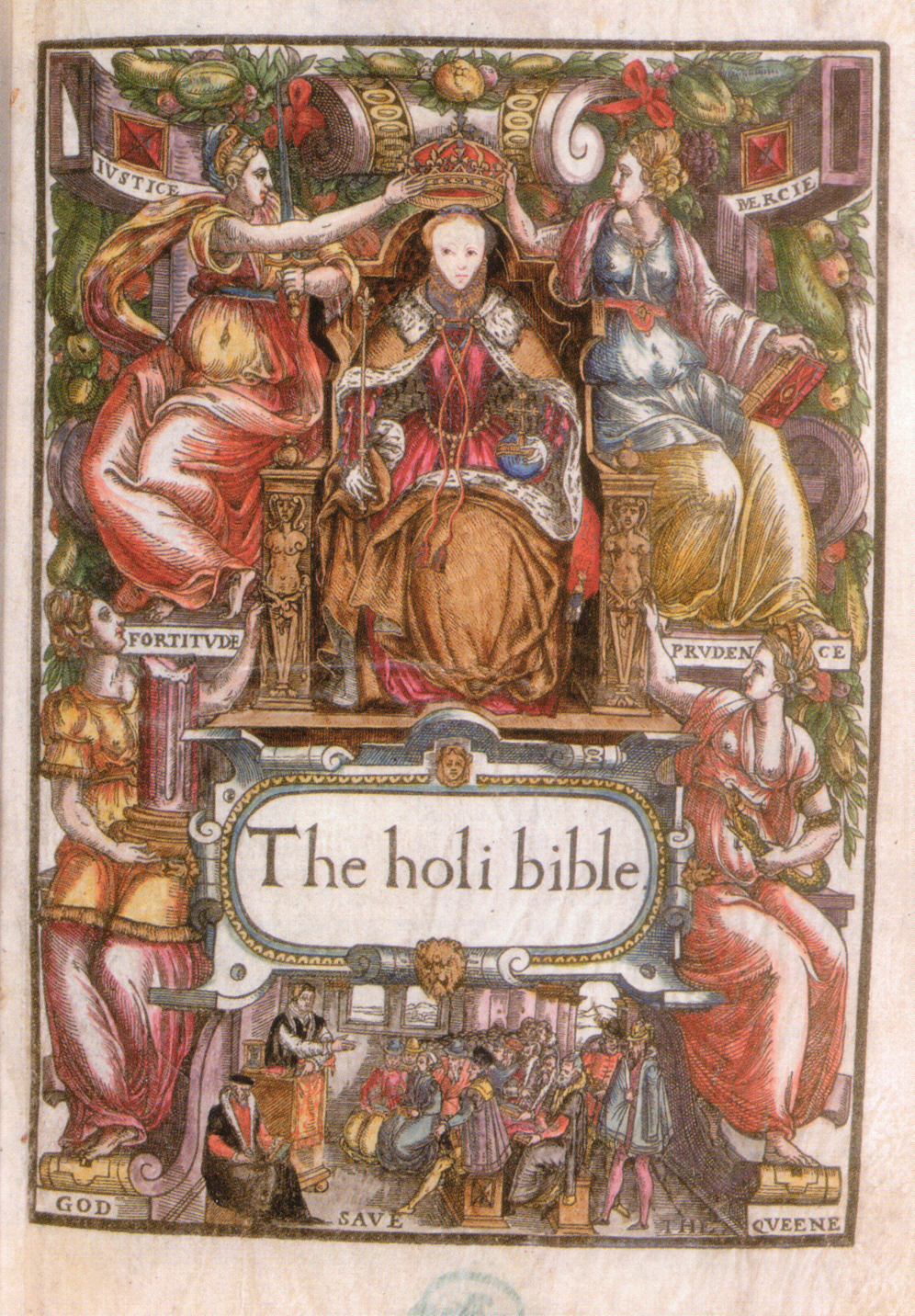
Deckblatt der Bischofsbibel (1568), auf dem ein Bildnis der Königin Elisabeth zu finden ist, obwohl die Bibel der Königin nicht wörtlich gewidmet war.

Die Bischofsbibel (engl. Bishops’ Bible) ist eine englische Übersetzung der Bibel, die im Jahr 1568 erstmals erschien und die 1572 nochmals stark revidiert und veröffentlicht wurde.

## Übersetzung
Die Kirche von England ließ die Bischofsbibel erstellen um die Great Bible aus dem Jahr 1539 abzulösen. Kurz zuvor war in der Schweiz die Geneva-Bibel erschienen, die sich jedoch als starke Konkurrenz zur Bischofsbibel erwies. Die Geneva-Bibel zeigte insbesondere in ihren Randbemerkungen einen ausgeprägten calvinistischen Charakter, was der Kirche von England nicht behagte. Auch diese Übersetzung sollte von der Bischofsbibel abgelöst werden.
Der Text der Bischofsbibel bestand nicht nur aus dem Alten und dem Neuen Testament, sondern beinhaltete auch die Apokryphen.
Die Bischofsbibel wurde nochmals 1572 stark überarbeitet. Anfang des 17. Jahrhunderts wurde die englische Bibel abermals revidiert. Die Bischofsbibel fungierte hierbei als Ausgangspunkt der Überarbeitung, die unter dem Namen King-James-Bibel bekannt wurde und es tatsächlich schaffte, die Geneva-Bibel weitgehend zu verdrängen.